# 珍妮弗·塔马斯
珍妮弗·塔马斯（英語：Jennifer Tamas，1982年11月23日—），旧姓乔因斯（Joines），美国女子排球运动员，司职副攻。她曾代表美国国家队参加2008年夏季奥林匹克运动会女子排球比赛，获得一枚银牌。